# Саблин, Николай Павлович
Николай Павлович Саблин (16 апреля [28 апреля] 1880, Николаев — 21 августа 1937, Париж) — русский морской офицер. Участник подавления Боксёрского восстания, русско-японской, Первой мировой и Гражданской войн.

## Биография

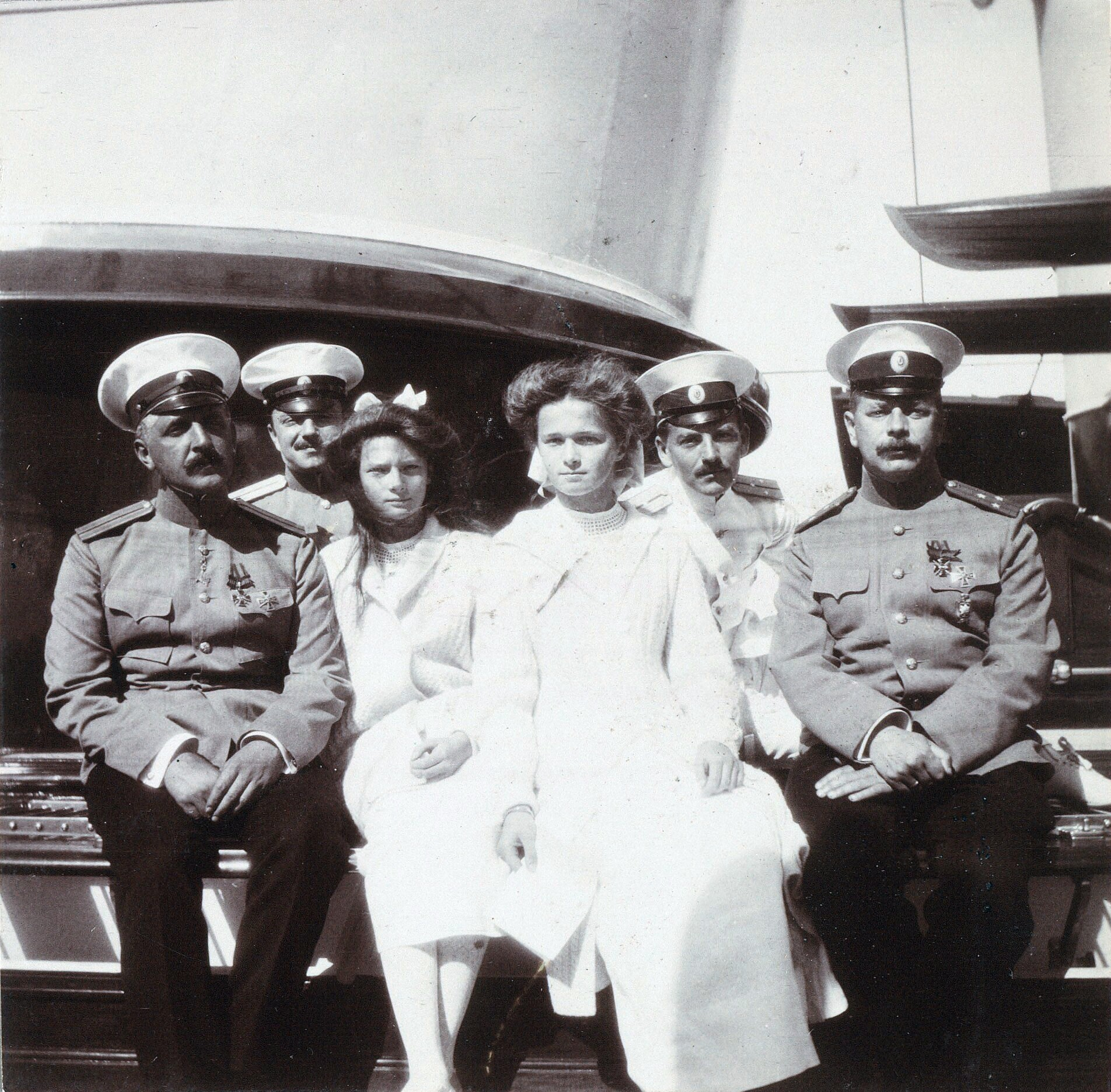

Родился в семье морского офицера (в дальнейшем — вице-адмирал в отставке) П. Ф. Саблина (26 июля 1839 — 13 августа 1914). В 1898 году окончил Морской кадетский корпус. По флоту — Саблин 2-й.
Занимал должность ординарца коменданта Владивостока. Участвовал в подавлении Боксерского восстания. В 1903 — флаг-офицер командующего Практическим отрядом обороны побережья Балтийского моря (1903).
Во время русско-японской войны вахтенный начальник на крейсере «Алмаз», совершил в эскадре Рожественского переход на Тихий океан, участвовал в Цусимском сражении.

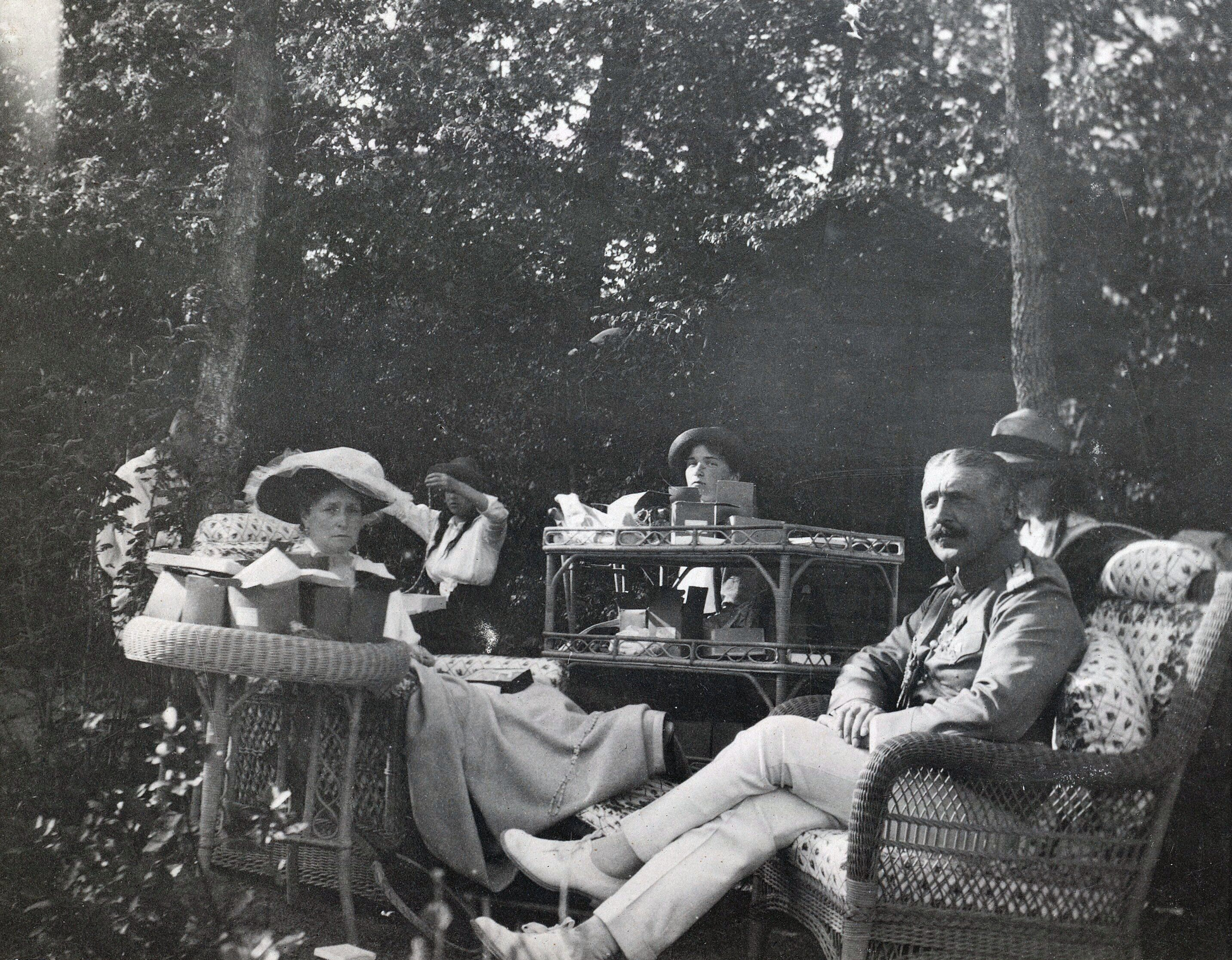

Офицер императорской яхты «Штандарт» (1906—1908), (1909—1911). Флигель-адъютант (25 марта 1912). В 1911—1914 годах — старший офицер «Штандарта». Был человеком близким царской семье.
В августе 1914 года был назначен состоять при Николае II во время пребывания императора на театре военных действий. С 26 ноября 1915 — командир Отдельного батальона Гвардейского экипажа.
После Февральской революции 24 марта 1917 года уволен в отставку.
Во время гражданской войны состоял в Вооружённых силах Юга России. Эвакуирован в 1920 из Одессы. К лету 1921 года в Константинополе. В эмиграции в Германии, член союза взаимопомощи служивших в российском флоте в Берлине. Затем во Франции, председатель объединения Гвардейского Экипажа.
Незадолго до смерти Саблин попросил писателя Романа Гуля записать свои воспоминания. Гуль поместил короткие рассказы Саблина о плаваниях с царской семьей на «Штандарте» и о Григории Распутине в свою книгу.
Умер в Париже. Похоронен на русском кладбище Сент-Женевьев-де-Буа.

## Производство в чинах
- Вступил в службу — 16.04.1896
- Мичман — 15.09.1898
- Лейтенант — 06.12.1902
- Старший лейтенант — 06.12.1907
- Капитан 2-го ранга — 06.12.1911
- Капитан 1-го ранга — 15.12.1915

## Награды
Российские:
- Орден Святого Станислава 3-й степени с мечами и бантом (1901)
- Орден Святого Владимира 4-й степени с мечами и бантом (1905)
- Орден Святого Станислава 2-й степени (1908)
- Орден Святой Анны 2-й степени (1913)
- Монаршее благоволение (06.05.1915)

Иностранные:
- Орден Короны 3-й степени (1907, Пруссия)
- Орден Почётного легиона 5-й степени (1908, Франция)
- Орден Меча рыцарь 1-го класса (1909, Швеция)
- Орден Чёрной звезды 4-й степени (1909, Франция)
- Орден Благородной Бухары 3-й степени (1909, Бухарский эмират)
- Орден Благородной Бухары 2-й степени (1911, Бухарский эмират)
- Орден Короны 2-й степени (1912, Пруссия)
- Орден Вазы 3-й степени (1912, Швеция)
- Орден Благородной Бухары 1-й степени (1913, Бухарский эмират)